# Alba Hidalgo
Alba Hidalgo   (22 de juny de 1999) és una esportista catalana de ciclisme en la modalitat de trial. Ha guanyat una medalla de bronze al Campionat d'Europa de Ciclisme de Muntanya de 2018 a la prova de 20″/26″. També va ser Campiona d'Espanya de Bike Trial el 2017.